# Pyricularia
Pyricularia (Sacc.) Sacc. – rodzaj grzybów workowych należący do klasy Sordariomycetes.

## Charakterystyka
Grzyby mikroskopijne będące pasożytami roślin jednoliściennych. Opisano kilkadziesiąt gatunków. Najbardziej znane są dwa gatunki: P. grisea i P. oryzae powodujące zarazę ryżu – najważniejszą grzybową chorobę roślin.
Występują głównie jako bezpłciowo rozmnażające się anamorfy. Konidia pojedyncze, gruszkowate do jajowatych, zwężone ku końcowi, zaokrąglone u nasady, 2-przegrodowe, szkliste do jasnobrązowych, z wyraźną podstawową wnęką, niekiedy z brzeżną falbanką. U niektórych gatunków (m.in. P grisea i P. oryzae) udało się w laboratorium wyhodować formy rozmnażające się płciowo (teleomorfy), u wielu jednak gatunków formy takie nie są znane.

## Systematyka
Pozycja w klasyfikacji według Index FungorumPyriculariaceae, Magnaporthales, Diaporthomycetidae, Sordariomycetes, Pezizomycotina, Ascomycota, Fungi.
Niektóre gatunki
- Pyricularia graminis-tritici Castroag., S.I. Moreira, Maciel, B.A. McDonald, Crous & Ceresini 2016
- Pyricularia grisea Cooke ex Sacc. 1880
- Pyricularia oryzae Cavara 1892